# Pentapora fascialis
A Pentapora fascialis a szájfedő nélküliek (Gymnolaemata) osztályának a Cheilostomatida rendjébe, ezen belül a Bitectiporidae családjába tartozó faj.

## Előfordulása
A Pentapora fascialis előfordulási területe az Észak-Atlanti-óceán keleti része. Az Északi-tenger belgiumi partjától, a La Manche csatornán keresztül, egészen a Földközi-tenger spanyol tengerpartjáig található meg.

## Alfajai
- Pentapora fascialis fascialis (Pallas, 1766)
- Pentapora fascialis foliacea (Ellis & Solander, 1786)

## Életmódja
Szilárd tárgyakhoz rögzülve él. Táplálékát a vízben sodródó szerves részecskék alkotják.

## Képek

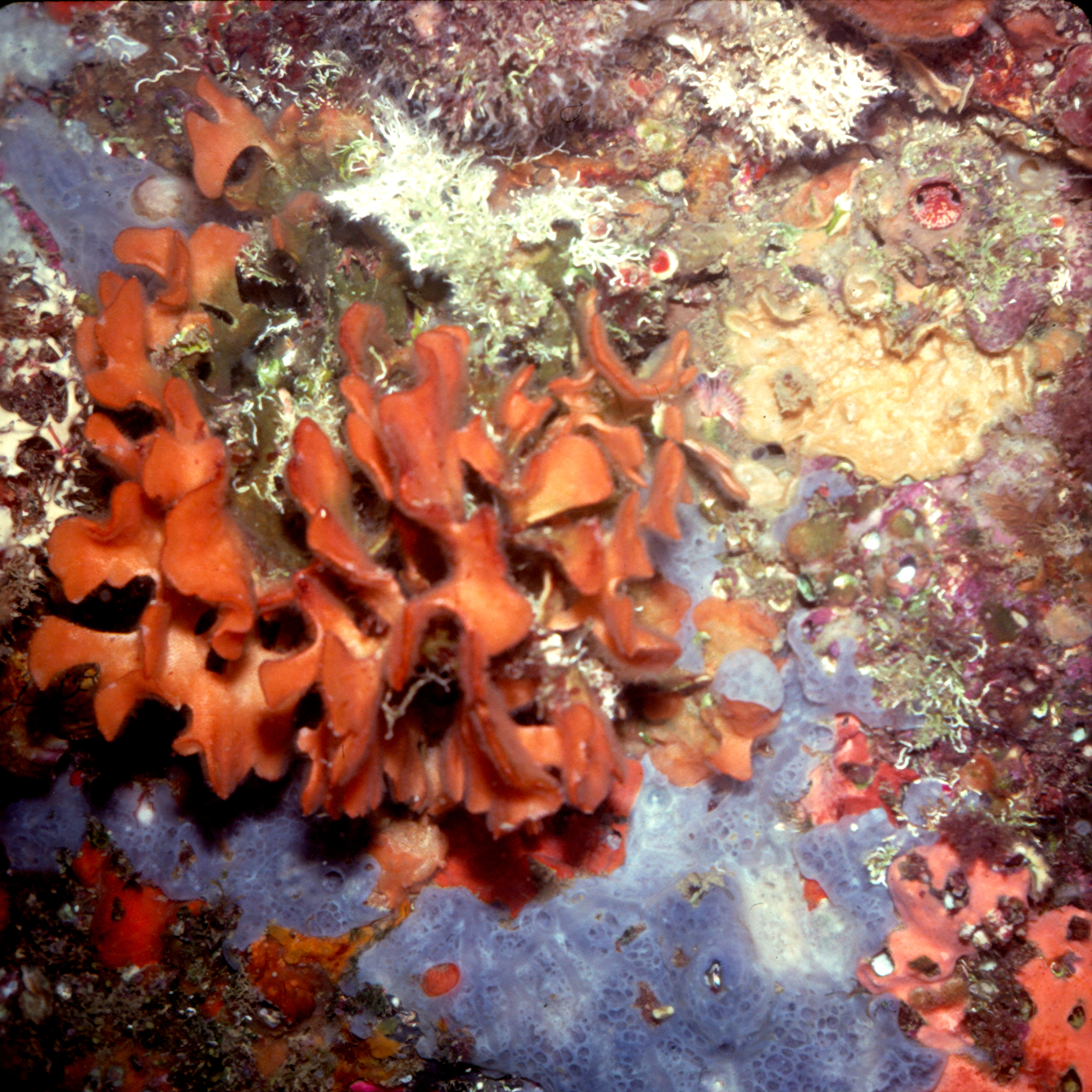
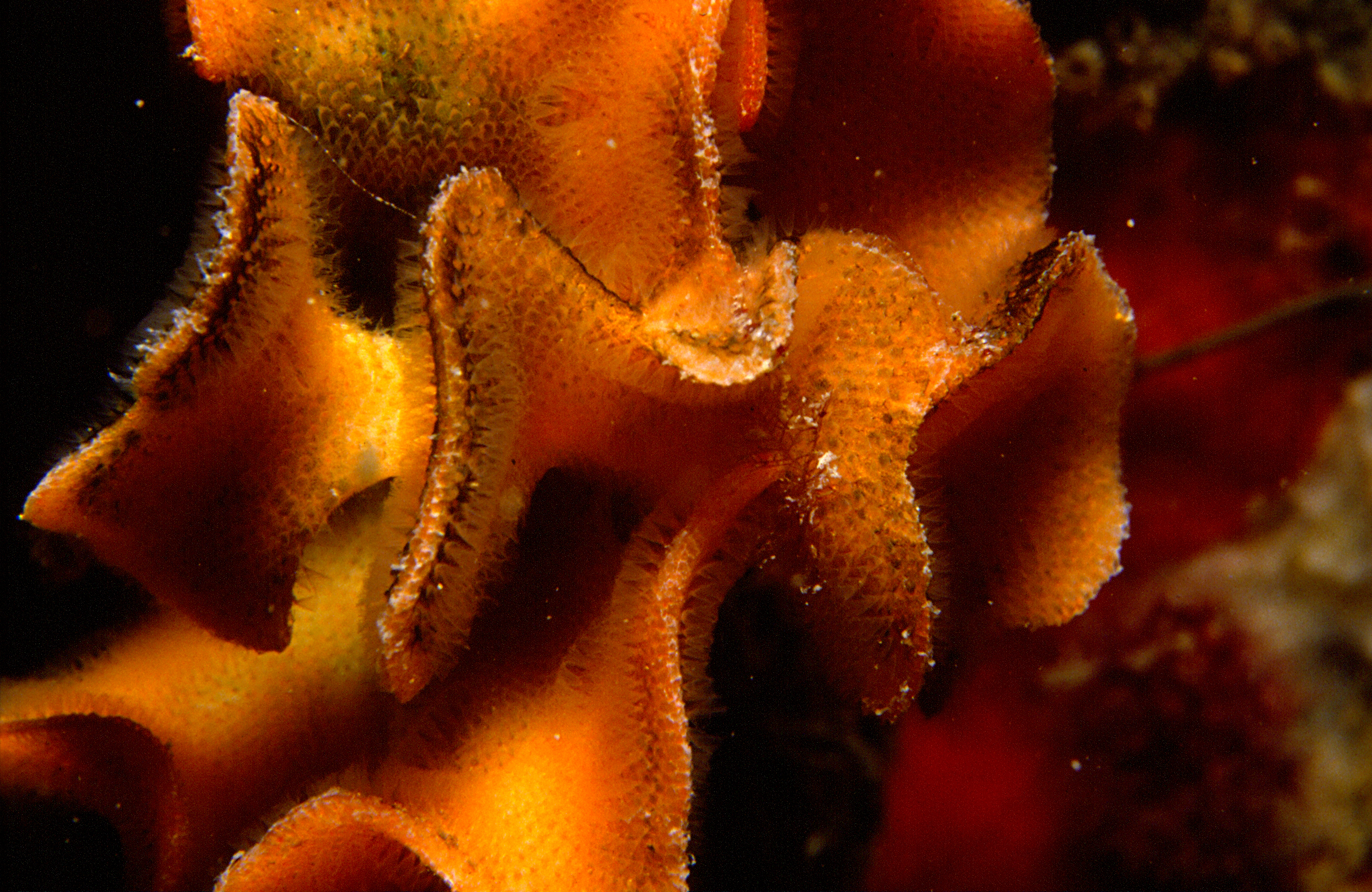
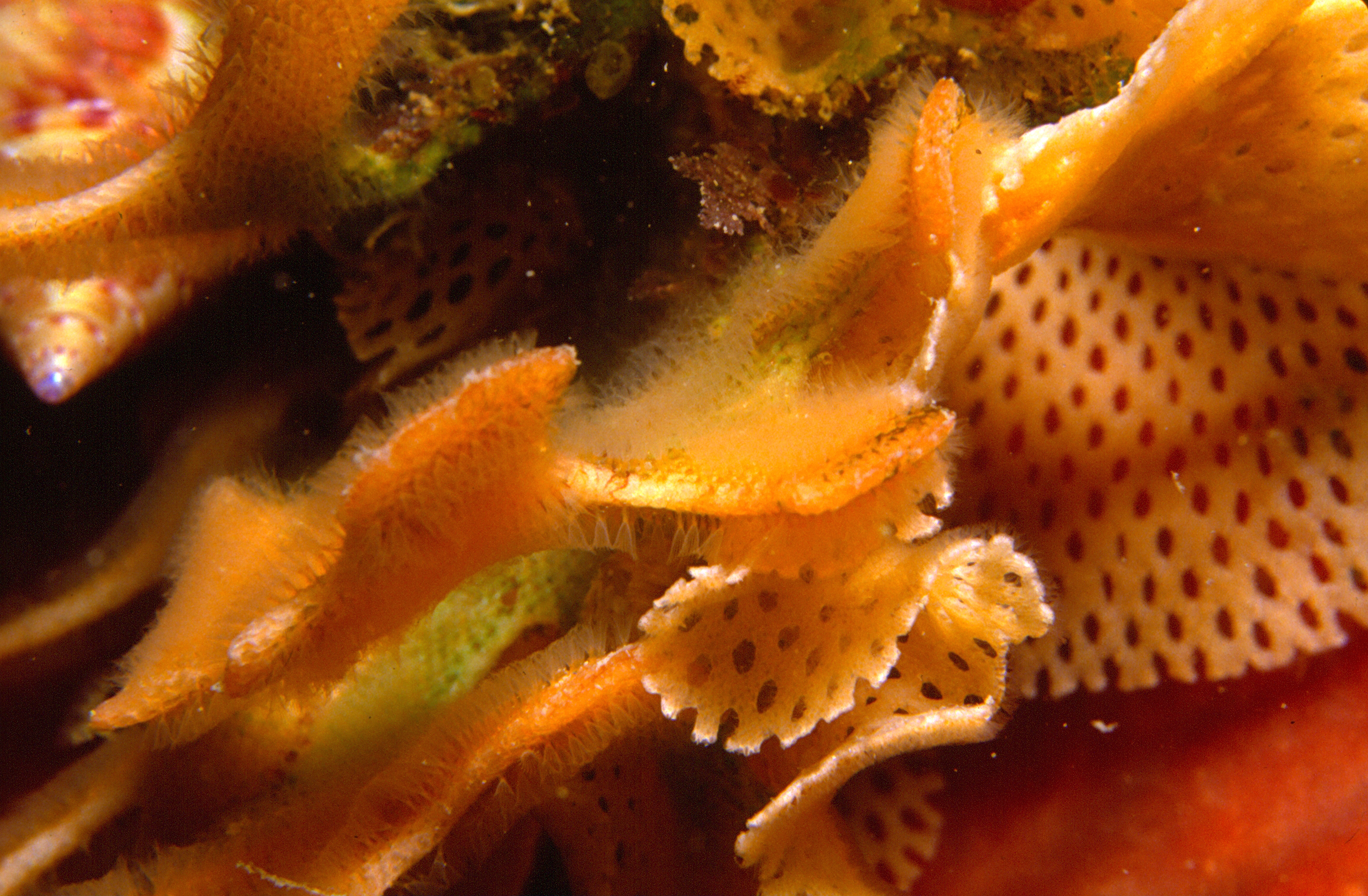